# 火星の地質学的歴史

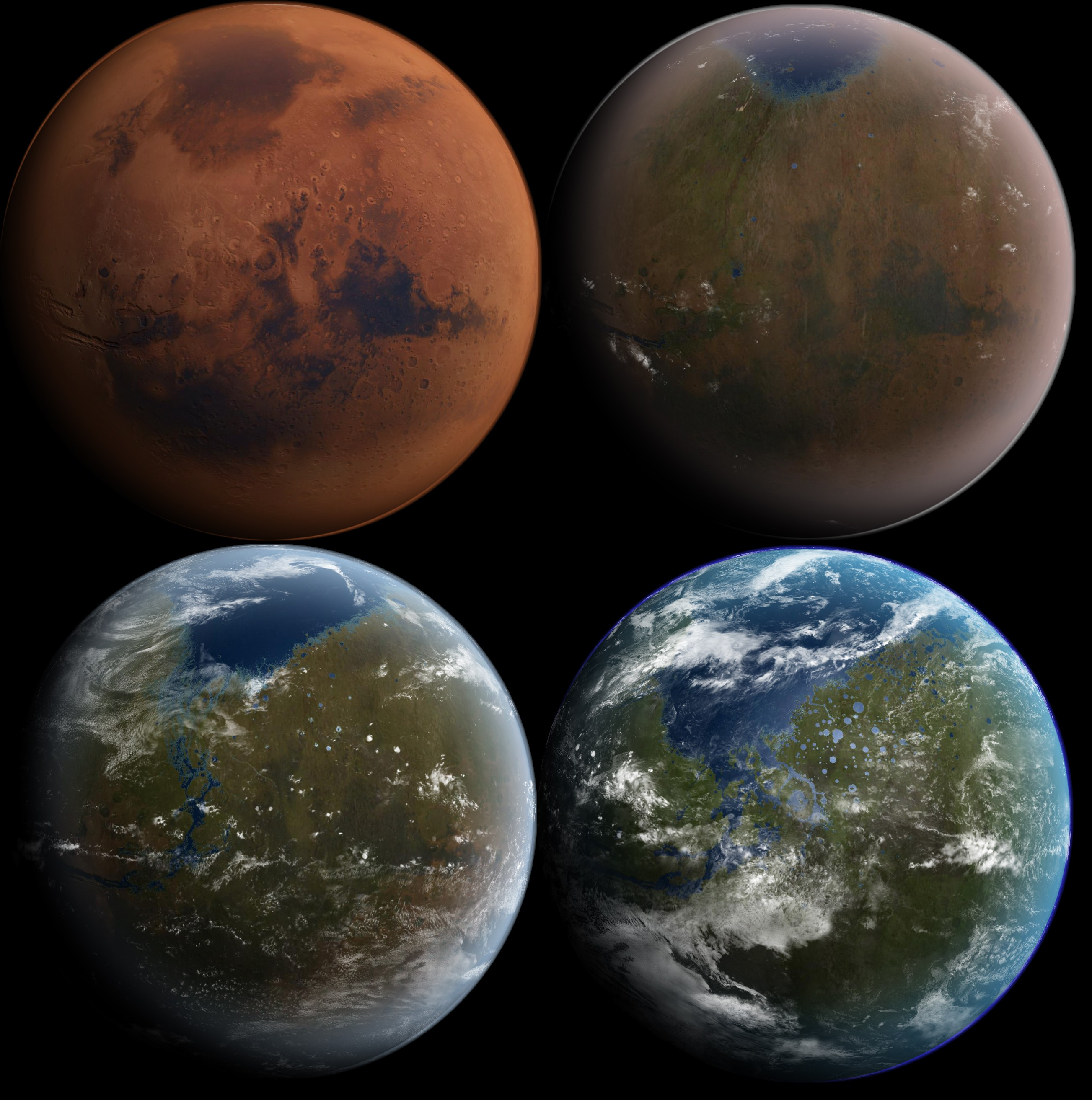
火星の変化

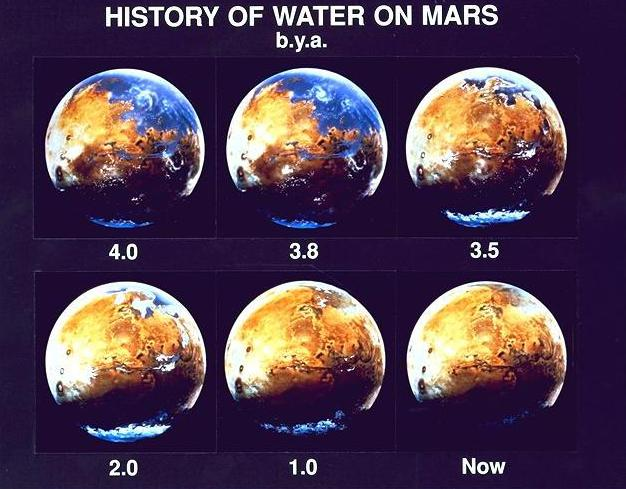
火星の海の変化

火星の地質学的歴史（かせいのちしつがくてきれきし）とは、地質学的にみた火星の歴史である。

## 年代

### クレーター密度による区分
- 形成から45億年前 惑星の形成
- 45億年前～ 先ノアキス代
- 41億年前～ ノアキス代
- 37億年前～ ヘスペリア代
- 30億年前～ アマゾニア代

最初に考案された区分では、ノアキス代が46億年前～35億年前、ヘスペリア代が35億年前～18億年前、最後にアマゾニア代が18億年前～現在だった。
その後、太陽系の理解の向上、形成モデルのより良い定義、惑星と小天体の間で何十億年にもわたって起こった関係に応じて、時代区分も変更された。HartmannとNeukumは、Tanakaの層序に基づいて、それぞれ独自の年齢を持つ火星の年代順モデルを導き出した。開始時の層序は、さまざまなモデルの改良に基づき、学者や他の研究者によって何年にもわたって修正され、結果もさまざまである。HartmannとNeukumから導出された年齢を使用して年代層序を定義した。
2010年にCarrとHeadは、HartmannとNeukumに言及し、ノアキス代を41億年前から37億年前に、ヘスペリア代を30億年前までに区切ることに変更した。
|                  | Neukum     | Neukum     | Hartman    | Hartman    | マリナー9号 | CarrとHead                    |
|                  | 2001年     | 2004年     | 2001年     | 2005年     | -           | 2010年 (HartmannとNeukumから) |
| ---------------- | ---------- | ---------- | ---------- | ---------- | ----------- | ----------------------------- |
| 後期アマゾニア代 | 5.8億年前  | 3.28億年前 | 3億年前    | 2.74億年前 | -           | -                             |
| 中期アマゾニア代 | 21億年前   | 12.3億年前 | 14億年前   | 10.3億年前 | -           | -                             |
| 前期アマゾニア代 | 31.4億年前 | 33.7億年前 | 29億年前   | 32.4億年前 | 18億年前    | 30億年前                      |
| 後期ヘスペリア代 | 36億年前   | 36.1億年前 | 36億年前   | 33.9億年前 | -           | -                             |
| 前期ヘスペリア代 | 37億年前   | 37.1億年前 | 37億年前   | 35.6億年前 | 35億年前    | 37億年前                      |
| 後期ノアキス代   | 38.2億年前 | 38.3億年前 | 38.2億年前 | 38.5億年前 | -           | -                             |
| 中期ノアキス代   | 39.4億年前 | 39.4億年前 | 39.4億年前 | 39.6億年前 | -           | -                             |
| 前期ノアキス代   | -          | -          | -          | -          | -           | 41億年前                      |

ヘスペリア代の終わりは不確実であり、32億年前から20億年前の範囲に及ぶ可能性がある(30億年前が頻繁に引用されている)。ヘスペリア代の終わりは、詳細な地質図に基づいて何度か再定義されている。現在、ヘスペリア代と前期アマゾニア代との層序境界は、Vastitas Borealis累層の基盤として定義されている。

### 鉱物変質による区分
- 形成から45億年前 惑星の形成
- 45億年前～ フィロシアン代[6]（英: Phyllocian）は時代を特徴付けるフィロケイ酸塩にちなんで名付けられた。フィロシアン代は約45億年前から40億年前まで続いた。これを形成するには、水が豊富なアルカリ環境が必要だった[7]。
- 40億年前～ テイキアン代[6]（英: Theiikian）は形成された硫酸塩鉱物のギリシャ語の名称にちなんでから名付けられた。この時代は、大規模な火山活動の時代で、大量の二酸化硫黄を大気中に放出した。二酸化硫黄と水が反応してできた硫酸が豊富な環境を作り出し、水和硫酸塩 (石膏とキーゼル石（英語版）)の形成を可能にした。
- 35億年前～ シデリキアン代[6]（英: Siderikan）は形成された酸化鉄にちなんでギリシャ語で鉄を表す言葉から名付けられた。火山活動が減少し、利用可能な水も減った。大気中の過酸化物によって鉄に富む岩石が酸化し、酸化鉄が形成された。

## 惑星の形成
火星は太陽系が誕生した後の間にかなり成長した。
また、約45億年前に、地球よりもやや早く誕生したと考えられている。

## 先ノアキス代
先ノアキス代、先ノアキア代（英: Pre-Noachian）は、約45億年前の惑星の降着と分化から、ヘラス平原の形成までの間隔を表す。火星に豊富な水をもたらす前の初期の気候だと考えられている。しかし、この時代の地質学的記録のほとんどは、その後の侵食及び後期重爆撃期や火山作用によってなくなっている。
- 火星は、先ノアキア代の最初の4億年間で大量の水を宇宙空間への流出で失った[11]。
- アルギュレ平原（英語版）やイシディス盆地（英語版）はこの時代に形成されたと考えられている[12]。
- 多くの隕石が衝突した時代で、多くのクレーターが作られた[12]。
- 火星は約45億年前から地磁気が存在していたとされる[13]。当時の火星の磁場は現在の地球とほぼ同じ磁力だったとされる[14]。火星の地磁気は、約42億年前まで存在していたとされる[15][16]。ただし、約39億年前に火星の地磁気は消失したという説もある[13]。

## ノアキス代

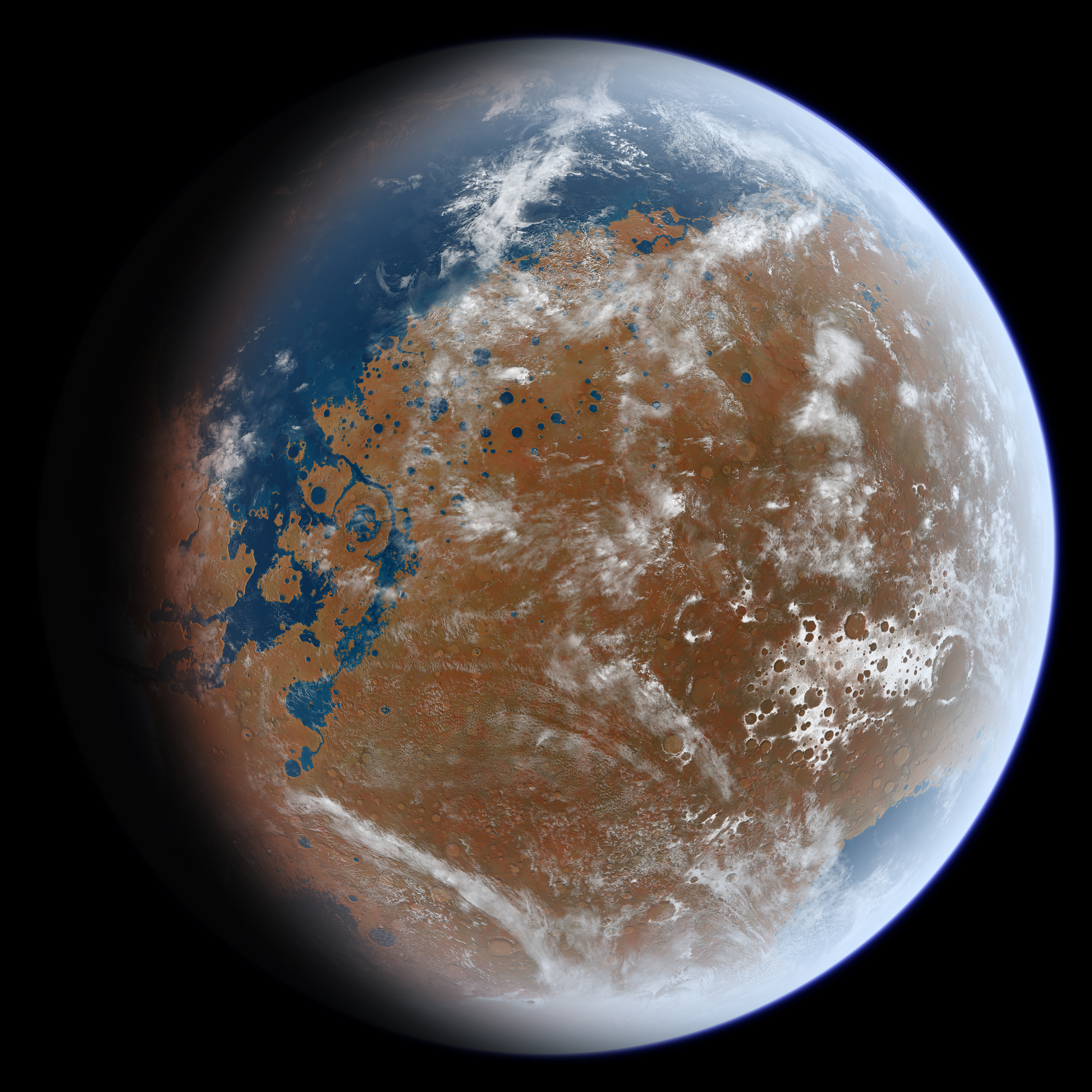
ノアキス代の火星の想像図

ノアキス代、ノアキア代（英: Noachian）は41億年前から37億年前まで続いた。この時代に火星の最も古い現存する表面が形成された。ノアキス代の表面は、多くの大きなクレーターによって傷が付いている。この時代には、液体の水の存在を示す鉱物学的・地形学的証拠がある。
また、この時代は、地球と同じように温暖で、その表面は海に覆われていた。この時代の火星は、40億年前に形成されたと考えられる海「アラビア（Arabia）」に覆われていたとされる。約40億年前の火星には深さ1600m以上の海があり、火星の表面のかなりの部分を覆っていた。
40億年前の火星は、地球と同程度の約0.5気圧以上の厚い大気に覆われていたと考えられている。
その当時、地面は赤くなく黒かった。また、水が豊富に存在し、大河や海があり、生物が生息できるような環境だった。南半球には大きな湖や川があり、北半球の低地には海があったと考えられている。
この時代、小惑星や隕石などが頻繁に衝突した。それに伴い大きな衝突クレーターが形成された。大きな衝突クレーターの密度は非常に高く、100万km2あたり直径5kmを超えるクレーターが約400個以上ある。ノアキス代の大規模なクレーターのほとんどは磨耗した外観で、縁が非常に侵食され、内部が堆積物で満たされていたと考えられている。ノアキス代のクレーターが劣化した状態は、数億年後のヘスペリア代のクレーターのほぼ自然のままの外観と比較して、侵食率がその後の期間よりもノアキス代で高かった（約1000 - 100,000倍）ことを示している。
ノアキス代の地形は、たくさんの古いクレーターや火山の噴出物で構成されている。現在でもノアキス代の地層は火星表面の45%をカバーしている。それらは主に惑星の南部の高地にあるが、北部の広い地域にも存在している。
ノアキス代は、侵食や谷の形成、火山活動、表面の岩の風化などにより、豊富な層状ケイ酸塩（粘土鉱物）が生成された。そのため、この時代は、現在よりも暖かく湿潤だったと考えられている。
地表を流れる水により、谷が刻まれた。谷を流れる水は、クレーターの低い部分とクレーター間の窪みに溜まり、大きな湖を形成した。南部の高地では200を超えるノアキスの湖床が確認されており、地球上のバイカル湖やカスピ海とほぼ同じ大きさのものもある。
また、ノアキス代は火山活動が活発な時期であり、そのほとんどがタルシス台地に集中していた。タルシス台地の大部分は、ノアキス代の末期に形成されたと考えられている。また、これらの火山では硫黄を含む高温の水蒸気をともなう活動が起こっていたと考えられている。その活動により、火星の岩石は条件に応じてさまざまに変化していたと考えられている。

また、ノアキス代は、前期ノアキス代、中期ノアキス代、後期ノアキス代の3つの年代層序時代に分けられる。

### 中期ノアキス代
隕石の衝突頻度が下がった。一方で、火山活動が活発化した。火星表面の4分の1にあたる面積を溶岩流が覆った。
この時期にタルシスが形成され、広範囲の火山活動が発生した。その結果、膨大な量の火山物質が堆積したほか、大量のガスが大気中に放出された。タルシスを作ったマグマから放出された水と二酸化炭素は、火星の大気圧が1.5気圧、水は火星全体を120mもの厚さで覆うだけの量はあったとされる。
またこの時期は、他の時代にくらべ浸食作用が盛んに進み、地表の4分の1を塗り替えたとされる。
火星の磁場は39億年前には消失したとされる。

### 後期ノアキス代
この時期に、高地の火山活動が徐々に収まったとされる。

## ヘスペリア代

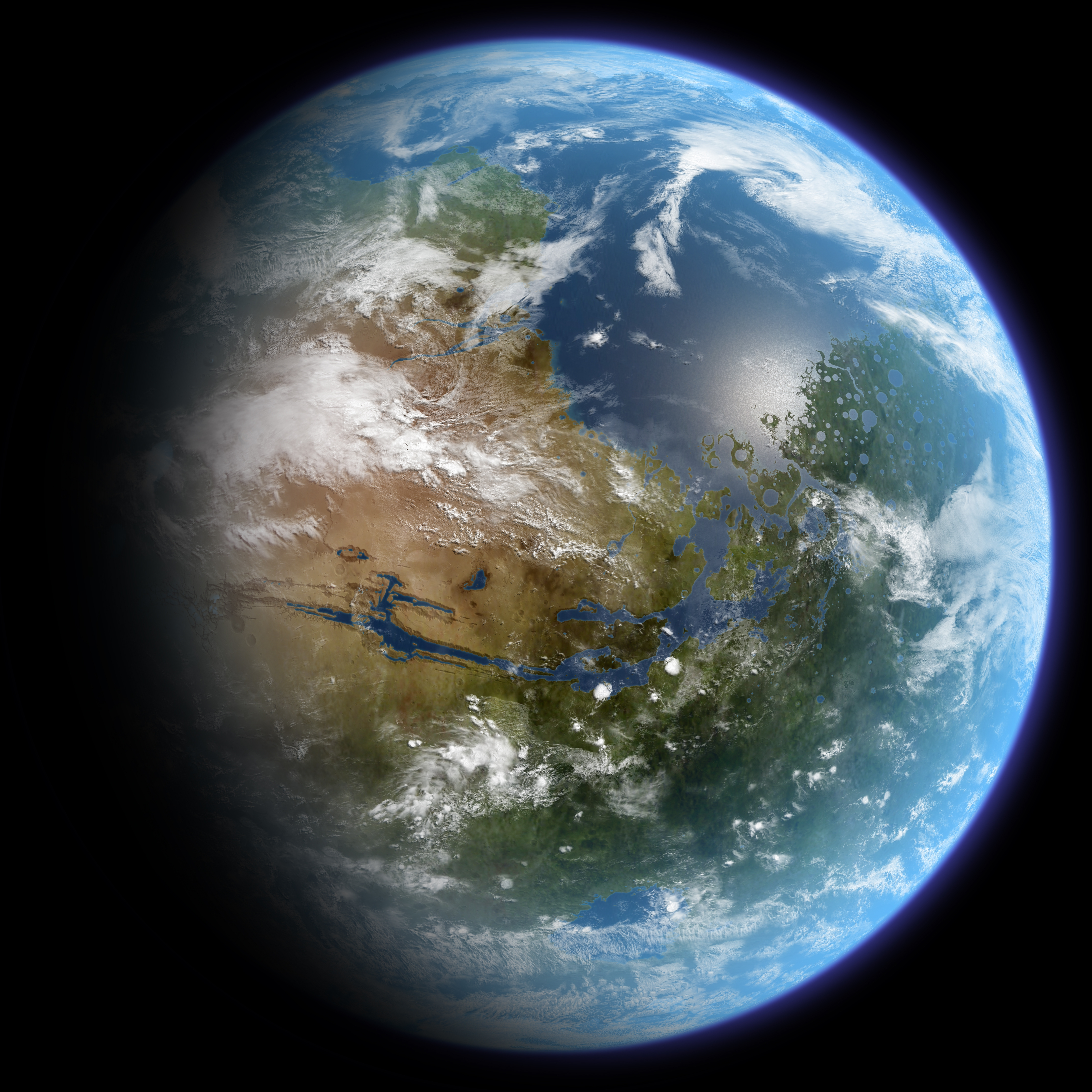

ヘスペリア代（英: Hesperian）は約37億年前から30億年前まで続いた火星史の中間および移行期である。この時代は、激しく広範囲にわたる火山活動や壊滅的な洪水の発生率が低下した時代である。
この時代にオリンポス山が形成され始めたと考えられている。
当時の火星は雪ではなく雨が降るほどには温暖だったものの、氷河が成長できるほどには水蒸気量が多くない「温暖だが半乾燥」で、現在の地球でいう「ステップ気候」のような気候だった。この時代、水が高緯度と低緯度で循環し、地球の氷期と間氷期のような定期的な変化が起きていたと考えられている。
この時代の火星は、36億年前ごろに形成されたと考えられる海「デウテロニルス（Deuteronilus）」という海洋に覆われていた。この時代の火星は深さ137メートルの液体層に覆われ、その表面積は北半球の約半分に及んでいた。約35億年前には、火星の表面の3分の1以上が巨大な海に覆われていたとされ、場所によっては水深が1.5km以上あったとされる。これらの大洋は、大西洋よりも大きかったが、時の経過とともに宇宙に蒸発した。当時の水質はpHは6.9～7.3の中性で、塩分は地球の海水の3分の1程度、そしてミネラルを豊富に含んだ水であった。そのため、地球型の生命を寄せ付けないものではなく、生存に適したものだったと考えられている。
火星の主要な構造的特徴の多くは、この時に形成された。巨大なタルシスバルジの重さが地殻に圧力をかけ、西半球全体に伸展骨折（窩）と圧縮変形機能（しわの尾根）の広大なネットワークを形成した。これらのストレスの結果としてヘスペリア代にはマリネリス峡谷などが形成された。
ヘスペリア代は前期ヘスペリア代と後期ヘスペリア代の2つの年代層序時代に分けられる。

### 前期ヘスペリア代
この時期、火星は徐々に冷えていき、地表の水が氷になった。
それまでは、水によるV字型の浸食が盛んだったのに対し、氷食によるU字型の浸食が見られるようになった。
約39億年前に火星の磁場は消失したが、その後37億年前にも磁場が存在していたとされる。

### 後期ヘスペリア代
この時期の初めまでに大気が現在の密度まで薄くなった。この時代、火星では火山活動が終わり、重力が小さいため徐々に大気が逃げ出して、しだいに薄くなった。その結果、惑星が冷えていった。
その後、平均気温が摂氏マイナス3度を下回ると海が凍り、上部地殻（メガレゴリス）に貯留された地下水が凍結し始め、液体水のより深いゾーンの上に厚い雪氷圏が形成された。
その結果、雨をもたらす水の循環が生じにくくなった。その後の火山活動または地殻変動活動が時折、雪氷圏を破壊し、膨大な量の深い地下水を地表に放出し、巨大な流出路を切り開いた。この水の大部分は北半球に流れ込み、そこで水がたまり、大きな一時的な湖や氷に覆われた海が形成された可能性もある。
- マリネリス渓谷の底に湖の底にたまる沈殿物として層状の堆積物が沈殿した[12]。
- この時期、北部の平原が溶岩流で満たされた[12]。
- 大きな河川の谷が形成された[12]。
- エリシウム火山はこの時期に噴出し始めた[12]。
- 北部の平原の堆積物が、南部の高原からの洪水によってもたらされた[12]。

## アマゾニア代
アマゾニア代、アマゾネス代、アマゾン代（英: Amazonian）は約30億年前から現在まで続く寒く乾燥した時代である。この時代では、溶岩流、氷河・周氷河活動、および液体水の少量の放出が続いた。名称は、アマゾニス平原に由来している。
アマゾニア代は、火星の最も新しい地質時代であるため、地層累重の法則を通して比較的よく理解されている。この時代の主な特徴として、クレーターの希少性が挙げられる。アマゾニア代の特徴であるクレーターの少なさは、古い時代とは異なり、細かいスケール(<100 m)の表面の特徴が保持されていることを意味している。良質な保存状態によりアマゾニア代の地質学的プロセス、火山活動、テクトニクス、クレーターの詳細な研究が可能になった。
この時代の大気は火星の磁場消失に伴う大規模な大気流出のため、現在と同じ0.006気圧しかない。そのため、地球のように温暖な気候を維持できなくなった。ただし、この時代、何度か温暖化がおき、一時的に温暖な環境になった。
火山活動と利用できる水の減少に伴い、最も顕著な表面風化プロセスは、大気に富んだ過酸化物による鉄に富む岩石のゆっくりとした酸化がおき、惑星に現在の地表の大部分を占める色を与える赤い酸化鉄が生成された。

アマゾニア代は前期アマゾニア代、中期アマゾニア代、後期アマゾニア代の3つの年代層序時代に分けられる。

### 前期アマゾニア代
- タルシス地域で隆起が繰り返された[12]。それによって放射状の地溝(グラーベン)が形成された[12]。また、隆起に伴いタルシスの火山が噴火した[12]。
- マリネリス渓谷は、泥流などで次第に堆積物がたまっていった[12]。一方、継続的な地殻変動によって拡大した[12]。
- タルシスで地下水が、洪水となり、カセイ峡谷などの大きな流出谷を形成した[12]。
- エリシウム地域では火山活動が続き、北部の平原を溶岩流で埋めていった[12]。
- およそ30億年前に再び海ができたが、存在した期間は100万年以内と短かった[66]。

### 中期アマゾニア代
この時代、タルシス地域の火山活動が衰えた。その影響で、多くの谷が形成された。

### 後期アマゾニア代
マグマの噴出により、新しい溶岩がタルシスを一部覆った。オリンポス山の最も最近の溶岩流出はこの時期に生じた。

#### 氷河期
氷河期（英: Martian Ice Age）とは、300～500万年前にあった火星の氷河期である。また、火星の氷河時代は約40万 - 37万年前に終わった。
大きな衛星を持たない火星の自転軸は最大で10度も変化する。火星の傾斜周期は極端で、124,000年の長さで15°から35°まで変化する。地球は、月のおかげで、地球の軸の傾きを合理的な範囲内に維持できている。しかし、火星には地球のように安定化させる要素がないため、軸の傾きは地球より大きく変化する。
火星の自転軸が大きく傾くと気温が変化し、湿度が高くなる。これにより、雪が降るまでには至らないが、大気中の水分が土壌のすき間に入り込んで凍りつく。この層が氷河期時代の氷の層に重なり、自転軸が変化しなかった場合に比べ、緯度が低いところでも氷が残る。
このときは広い範囲で雪が降り、氷の層が両極を中心に大きく広がった。その後、氷の大部分は蒸発してしまい、前線が後退していった。

## 現在
数十億年前の火星は地球と同じように温暖で、その表面は海に覆われていた。しかし、火星は地球より小さく、引力も地球の4割ほどしかなかったため、現在ではすっかり干上がり、砂漠の惑星となった。
- 太陽から降り注ぐ紫外線によって大気圏の上層部にある水分が、水素と水酸ラジカルに分解され、気化したガスが流出することで、少なくとも80%もの水が失われたと考えられている[72]。そのため、現存する水はもとあった水の量のたった13%である。
- かつての海の水は、今は火星の地下で氷となっているか、あるいは水蒸気になって少しずつ宇宙空間へ逃げたと考えられている。
- 現在の火星は、表面が赤鉄鉱などの鉄の酸化物に覆われているため赤く見える[41]。
- 現在の火星は、火山活動はなく、オリンポス山などの火山はみな活動を停止したと考えられている[12]。